# Штурм, Ифке
Ифке Штурм (нидерл. Yfke Sturm; род. 19 ноября 1981, Алмере, Флеволанд) — голландская топ-модель.

## Биография
Родилась в 1981 году в небольшом голландском городе Алмере. В пятнадцатилетнем возрасте во время посещения торгового центра попала в поле зрения одного из модельных агентов, который предложил ей принять в участие в конкурсе моделей в Ницце, Франция. На конкурсе она заняла первое место, и вскоре подписала первый профессиональный контракт.
Моделью мирового уровня она стала в 1999 году попав на обложку журнала Vogue Германия, в этом же сезоне она приняла участие в показах: Chanel, Christian Dior, DKNY, Oscar de la Renta и некоторых других. Начиная с 2000 года по 2005 год она являлась одной из востребованных моделей мира, участвуя в показах ведущих домов мод и отдельных модельеров.
Она появлялась на обложках известных журналов мира моды, включая: Vogue (французский, американский, испанский, немецкий, греческий), Elle (американский, испанский, французский, немецкий, итальянский, шведский, голландский), Marie Claire (американка, испанский, французский, итальянский, голландский), Cosmopolitan, Amica, Glamour, D-Magazine и Esquire.
В 2002 и 2005 годах участвовала в ежегодных итоговых показах бренда Victoria’s Secret. В 2006 году последний раз в карьере вышла на подиум в качестве модели для показов: Armani, Dsquared и Ralph Lauren.
В различное время принимала участие в следующих показах: Chanel, Christian Dior, DKNY, Guy Laroche, Lolita Lempicka, Marcel Marongiu, Oscar de la Renta, Rebecca Danenberg, Romeo Gigli, Valentino, Vera Wang, Vivienne Westwood, Alberta Ferretti, Balmain, Blumarine, Calvin Klein, Gianfranco Ferre, Heatherette, Hermes, Iceberg, Issey Miyake, Jil Sander, John Galliano, Versace, Yves Saint Laurent и других.
После завершения активной карьеры модели была ведущей нескольких сезонов шоу Hollands Next Top Model на голландском телевидении. Вскоре подписала долгосрочный контракт с телеканалом Fox Netherlands в качестве модного обозревателя.
В сентябре 2015 года во время отдыха в Италии попала в серьёзную аварию, во время катания на водной доске, после падения в воду её переехала моторная лодка. Её доставили по воздуху в больницу Неаполя с переломом черепа и переломом позвоночника, после досмотра она была помещена в медицинскую кому. Вскоре модель вышла из комы и вступила на путь выздоровления.
Замужем за английским миллиардером Джайлзом МакКэйэм, воспитывает сына. Является послом голландского фонда Красного Креста. Своими любимыми дизайнерами называет Balmain, Dior и Amanda Wakeley.